# Yomar Rocha
Yomar René Rocha Rodríguez (Trinidad, Bolivia; 21 de junio de 2003) es un futbolista boliviano. Juega de defensa y su equipo actual es el Club Bolívar de la Primera División de Bolivia.

## Trayectoria
Formado en las inferiores del Club Bolívar, Rocha debutó en el primer equipo del club el 19 de noviembre de 2021 frente a Independiente Petrolero.

## Selección nacional
Fue citado al Campeonato Sudamericano Sub-20 de 2023.

## Estadísticas
Actualizado al último partido disputado el 15 de octubre de 2022
| Club              | Div.          | Temporada     | Liga  | Liga  | Copas nacionales | Copas nacionales | Copas internacionales | Copas internacionales | Total | Total |
| Club              | Div.          | Temporada     | Part. | Goles | Part.            | Goles            | Part.                 | Goles                 | Part. | Goles |
| ----------------- | ------------- | ------------- | ----- | ----- | ---------------- | ---------------- | --------------------- | --------------------- | ----- | ----- |
| Bolívar · Bolivia | 1.ª           | 2021          | 3     | 0     | —                | —                | —                     | —                     | 3     | 0     |
| Bolívar · Bolivia | 1.ª           | 2022          | 22    | 2     | —                | —                | 0                     | 0                     | 22    | 2     |
| Bolívar · Bolivia | Total club    | Total club    | 25    | 2     | 0                | 0                | 0                     | 0                     | 25    | 2     |
| Total carrera     | Total carrera | Total carrera | 25    | 2     | 0                | 0                | 0                     | 0                     | 25    | 2     |

## Palmarés

### Títulos nacionales
| Título                      | Club         | País    | Año  |
| --------------------------- | ------------ | ------- | ---- |
| Primera División de Bolivia | Club Bolívar | Bolivia | 2022 |